# Ambonnay
Ambonnay är en kommun i departementet Marne i regionen Grand Est (tidigare regionen Champagne-Ardenne) i nordöstra Frankrike. Kommunen ligger i kantonen Ay som tillhör arrondissementet Épernay. År 2022 hade Ambonnay 962 invånare.

## Befolkningsutveckling
Antalet invånare i kommunen Ambonnay
| Referens: INSEE |